# Giorgio Alleva
Giorgio Alleva (Roma, 6 maggio 1955) è un economista e statistico italiano, presidente dell'ISTAT dal 2014 all'agosto 2018.

## Biografia
Dopo essersi laureato con votazione 110/110 e lode in Economia e Commercio, nel 1983 ha intrapreso la carriera di ricercatore universitario presso l'Università La Sapienza di Roma dove attualmente è professore ordinario di Statistica e ricopre numerosi incarichi dirigenziali. Prima di diventare insegnante ha anche lavorato per il Censis. Nel 2003 è entrato nell'ISTAT e ne è diventato presidente il 15 luglio 2014.

## Attività di ricerca
I suoi studi interessano numerosi settori. In generale si è occupato di tematiche riguardanti la statistica ufficiale (rilevazione, raccolta, campionamento ed elaborazione dei dati) e di argomenti di carattere più strettamente economico come la rilevazione del lavoro nero e l'inserimento dei neolaureati nel mercato del lavoro.